# Aršak II. (opera)
Aršak II. (v italském originále Arsace Secondo, arménsky Արշակ Բ  ) je opera o čtyřech dějstvích arménského skladatele Tigrana Čuchadžjana na libreto spisovatele Tovmase Terzjana (Tommaso Terziani). Námět pochází z pozdně antického období arménských dějin, vlády krále Aršaka II. (cca 338–cca 368 n. l.). V době skladatelova života byla opera provedena jen v úryvcích, vcelku a v přepracovaném znění byla uvedena až roku 1945 v jerevanském operním divadle, ve znění věrnějším Čuchadžjanovu originálu ji uvedlo poprvé roku 2001 operní divadlo v San Franciscu.

## Vznik, charakteristika a historie opery
Tigran Čuchadžjan byl arménský skladatel narozený a žijící v Konstantinopoli. V letech 1862–1864 studoval v Miláně a dostal se do úzkého styku s tehdejší italskou operou (Giuseppe Verdi, Saverio Mercadante…). Ihned po návratu do Konstantinopole se zapojil do hudebního života arménské komunity i mimo ni, zformoval malý orchestr a začal psát operu na libreto, které mu napsal v italštině arménsko-italský básník Tovmas Terzjan (1840–1909).
Terzjan vybral epizodu z pozdně antické arménské historie. Hlavní hrdina, arménský král Aršak, je vylíčen jako vojevůdce, ale především jako tyran, kterého dostihnou následky jeho činů. Dějový motiv, kdy dá Aršak zabít svého bratra a následně svede jeho vdovu, připomíná Shakespearova Richarda III.
Opera byla hotova roku 1868 a téhož roku byla předvedena koncertně její předehra a v Naumově divadle rovněž 2. a 3. dějství (10. března). Čuchadžjanovy naděje na jevištní uvedení celé opery pominuly po požáru Naumova divadla, jediného divadla v Konstantinopoli, které mělo potřebné technické parametry, a poté, co se vnitřní politika osmanské říše začala obracet k potlačování arménské menšiny a její kultury. Úryvky z opery byly uvedeny i v Benátkách, Paříži a Vídni (na divadelním festivalu roku 1873), aniž by získaly skladateli naději na uvedení opery mimo Osmanskou říši. Popularitu jako koncertní kus si získala alespoň předehra, která se pod názvem Olympia (tak překřtili autoři celou operu, aby dosáhli blahovolnějšího přístupu osmanské cenzury) hrála na řadě míst Evropy.
Terzjan následně roku 1871 vydal své původní libreto (bez zohlednění změn provedených skladatelem v průběhu kompozice), a to v italštině i vlastním překladu do arménštiny. Překlad však nebyl určen ke zpěvu.

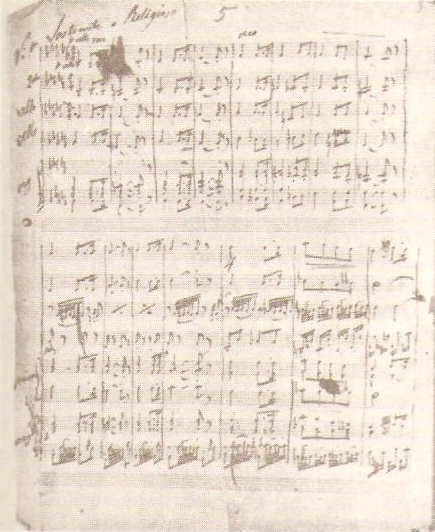
Stránka z rukopisné partitury opery

Po smrti skladatelovy vdovy v Paříži ve 30. letech 20. století byla Čuchadžjanova pozůstalost poslána do sovětské Arménie, kde ji objevili roku 1942 arménští hudební vědci Georgi Tigranov a Alexander Šachverdjan. V době druhé světové války se sovětští představitelé rozhodli předělat tuto psychologicko-melodramatickou operu na velkou vlasteneckou operu. Nové libreto ve východní arménštině napsal spisovatel Armen Gulakjan a hudební úpravu provedli Šachverdjan a skladatel Levon Hodža-Ejnatov. Děj byl zásadně změněn: z tyranského Aršaka se stal moudrý a spravedlivý vládce, jeho manželka, cizinka Olympia, se stala intrikánkou a zrádkyní, zato vražednice Parandzem se stala kladnou hrdinkou. Zásadní postavy Aršakova bratra Knela a vojevůdce Valinaceho byly škrtnuty, zato byly přidány nové. Rovněž z hudebního hlediska byl materiál různě proškrtán, přeskupen a nově orchestrován.
Tato verze měla premiéru 17. listopadu 1945 v Jerevanském divadle opery a baletu k výročí 25 let od založení Arménské sovětské socialistické republiky. Nové inscenace v Jerevanu následovaly v letech 1956, 1971 a 1984 (režisér Tigran Levonjan). Na základě poslední jmenované inscenace vznikla roku 1985 i gramofonová nahrávka a roku 1988 pak hraný film, který režíroval Tigran Levonjan a současně v něm hrál titulní roli (již zpíval M. Erkat) a zpíval roli Tirita (již hrál A. Vartanjan).
Z podnětu prvního houslisty San Francisco Orchestra Gerarda Svazliana, režiséra Geralda Papasiana a muzikologa Haiga Avakiana – a díky značné finanční podpoře shromážděné arménsko-americkou komunitou – uvedlo roku 2001 divadlo San Francisco Opera novou verzi opery. Ta vycházela mnohem přesněji z dochované Čuchadžjanovy partitury i z původního (italského) libreta, které však Papasian přeložil do západní arménštiny. Kritické ohlasy byly různorodé (losangeleský hudební kritik Alan Rich: „…snad žádná nedávná opera, jež dostala tak příhodnou příležitost k prosazení, nezklamala očekávání v ni kladená tak prudce“). Zejména hlasy ze samotné Arménie nepřijímaly „odhrdinštění“ Aršaka a mírně moderní inscenaci příznivě. Mnoho pochvaly si však nevysloužila ani nová jerevanská inscenace z roku 2007, přestože se poprvé v Arménii i ona obrátila k původní podobě opery.
Aršak II. je považován za první arménskou operu, avšak jeho hudba nemá mnoho charakteristických arménských rysů. Čuchadžjan byl nazýván „arménským Verdim“ a jeho opera plně přebírá hudební jazyk soudobé italské operní produkce; podle arménského hudebního vědce Georgiho Tigranova se chtěl Čuchardžjan prostě „obrátit se svou operou na evropské posluchačstvo a vyprávět mu o Arménii v celosvětové řeči italské opery“. Přesto se o Čuchadžjanovi, zvláště ve vztahu k Aršaku II., někdy mluví (například v průvodním textu k nahrávce opery z roku 1985), že „byl první, kdo použil evropské techniky na orientální hudbu,“ a že jeho hudba je „prozářena paprsky Orientu“.

## Osoby a první obsazení
| Postava                                              | Hlasový obor     | Obsazení inscenace z roku 1945 | Obsazení inscenace z roku 2001 |
| ---------------------------------------------------- | ---------------- | ------------------------------ | ------------------------------ |
| Král Aršak (Arsace) II.                              | baryton          | Šara Taljan                    | Christopher Robertson          |
| Olympia, byzantská princezna, jeho žena              | soprán           | Hajnakuš Danieljan             | Hasmik Papian                  |
| Polisena, její důvěrnice                             | mezzosoprán      |                                | Katia Escalera                 |
| Vartan, velitel Aršakových stráží                    | baryton          |                                | David Okerlund                 |
| Knel, Aršakův bratr                                  | tenor            |                                | Philipp Webb                   |
| Parandzem (Paransema), jeho manželka                 | mezzosoprán      | Tatjevik Sazandarjan           | Nora Gubisch                   |
| Valinace, vrchní velitel arménských vojsk            | tenor            |                                | Gordon Gietz                   |
| Nerses, patriarcha (katolikos) arménské církve       | bas              |                                | Tigran Martirossian            |
| Duch krále Dirana, Aršakova otce                     | bas              |                                | John Ames                      |
| Duch Aršakova a Olympiina syna                       | chlapecký soprán |                                | Bryan Jolly                    |
| Hodnostáři, kněží, vojáci, stráže, služebnictvo, lid |                  |                                |                                |
| Dirigent:                                            | Dirigent:        | Armen Gulakjan                 | Loris Tjeknavorian             |
| Režie:                                               | Režie:           | Mikael Tavrizjan               | Francesca Zambello             |
| Choreografie:                                        | Choreografie:    | I. Arbatov                     | Denni Sayers                   |
| Výprava:                                             | Výprava:         | N. Tokarskij                   | John Coyne                     |
| Kostýmy:                                             | Kostýmy:         |                                | Anita Yavich                   |

## Děj opery
Odehrává se v Armaviru roku 364 n. l.

### 1. dějství
Arménský král Aršak II. zvítězil v boji nad vojsky Perské říše a nyní se triumfálně vrací do svého sídelního města Armaviru. Lid jej s jásotem vítá a pod vedením patriarchy Nersa vzdává díky Bohu za vítězství a modlí se za svého panovníka.
K Aršakovi se přihlásila o audienci jeho švagrová Parandzem. Chce využít povznesené chvíle a poprosit krále o milost pro svého manžela – Aršakova bratra Knela, který byl obviněn z účasti na spiknutí a poslán do vyhnanství. Za Knela se přimlouvá i velitel královy stráže Vartan, ale Aršak nechce vyslyšet prosby mladé a krásné švagrové (o niž se před jejím sňatkem sám ucházel), protože by ji sám rád získal na Knelův úkor.
Knel se však v skutečnosti potají vrátil z vyhnanství a snaží se najít spojence, kteří by mu pomohli bratra odstranit. Nachází ho ve vojevůdci Valinakovi, který do Arménie přišel v doprovodu Aršakovy manželky, byzantské princezny Olympie. Valinace je do své paní zamilován a je pohoršen tím, jak ji král zanedbává. Tuto nenávist ještě posílí Knelovo vyprávění o tom, že se Aršak stal králem tím, že zavraždil svého a Knelova otce krále Dirana. Knel a Valinace uzavírají spojenectví a chystají se vyvolat vojenskou vzpouru, která by Aršaka svrhla.

### 2. dějství
Valinace vyhledal královnu Olympii a varuje ji, že se Aršak zamýšlí zbavit jí i jejího syna, aby se mohl oženit s Parandzem. Současně jí vyznává svou lásku. Ale Aršak měl svou manželku pod dohledem a přichází se strážemi právě včas, aby ji přistihl s Valinakem. Obviňuje ji z nevěry a málem by Olympia a Valinace přišli na místě o život, kdyby nezasáhl patriarcha Nerses. Ten se pak snaží králi promluvit do duše a odvrátit jej od tyranských činů.
Mezitím však byl úspěšně proveden jiný Aršakův záměr: jeho bratr Knel byl jeho vojáky vypátrán, jak se skrývá v královském paláci, a smrtelně zraněn. Umírajícího Knela přivádí Parandzem. Knel obviňuje Aršaka z bratrovraždy a proklíná jej, načež umírá v náručí své choti.

### 3. dějství
Aršak dosáhl svého cíle, poslal Olympii se synem do vyhnanství a oženil se s Parandzem. Ale sotva se tak stalo, touží opět po své bývalé ženě a po synovi. Svěřuje se s tím Vartanovi, jejich rozhovor však vyslechne Parandzem a dává potají příkaz, aby byl Aršakův a Olympiin syn zavražděn.
Mezitím Valinace rozšířil pověst, že král dal královnu a následníka trůnu zavraždit, a sbírá povstalecké vojsko, které nabírá na síle. Aršak chce své svědomí utišit modlitbou na hřbitově u hrobu svého otce, po boku své nové královny. Ale oba zde slyší hlasy duchů svých obětí – Aršak krále Dirana, Parandzem Olympiina dítěte –, které je obžalovávají a varují zároveň. Oba jsou zděšeni a na kolenou prosí stíny o odpuštění.

### 4. dějství
Aršak chce dostát své přísaze ze hřbitova, a proto vyslal patriarchu jako vyslance k Olympii do vyhnanství, aby ji přivedl zpět do královského paláce. Královna se vrací za velké slavnosti, jíž se účastní hodnostáři a šlechta z celé země. Aršak podává Olympii jako gesto usmíření číši vína, nevěda, že ji rozhněvaná Parandzem naplnila jedem. Olympie po pár doušcích klesá otrávena k zemi.
Přítomní jsou zděšeni tímto skutkem, jejž přičítají králově věrolomnosti. V tom okamžiku přitáhne Valinace se vzbouřenci a mnozí šlechtici přecházejí na jejich stranu. Olympia vydechne naposledy ve Valinakově náručí. Arménští velmožové volí novým králem Valinaka a Aršak, překvapený a otřesený těmito událostmi, se odevzdává novému vládci na spravedlivý soud.

## Diskografie
- 1985 (С10 21909-16). Hrají a zpívají (Aršak II.) Migran Jerkat, (Olympia) Goar Gasparjan, (Parandzem) Goar Galadžjan, (Nerses) Nar Ohanesjan, (Tirit) Tigran Levonjan, (Spandarat) Robert Baburin, (Drastamat) Mirič Davtjan, (Vasak) Valerij Arťjunov. Sbor a orchestr Státního divadla opery a baletu Arménské SSR řídí Aram Katanjan.[6]